# جرمنیا فلوگ
جرمنیا فلوگ (به آلمانی: Germania Flug AG) یک شرکت هواپیمایی با کد یاتا GM است که در تاریخ ۲۰۱۴ میلادی تأسیس شده است.
دفتر مرکزی جرمنیا فلوگ در اوپفیکون، سوئیس واقع شده‌است و به ۱۶ مقصد، پرواز مستقیم انجام می‌دهد.

## مقصدهای پروازی
بلغارستان
- بورگاس - فرودگاه بورگاس
- وارنا - فرودگاه وارنا

کرواسی
- اسپلیت - فرودگاه اسپلیت

قبرس
- لارناکا - فرودگاه بین‌المللی لارناکا

فنلاند
- کیتیلا - فرودگاه کیتیلا

فرانسه
- Calvi - فرودگاه کلوی–سینت-کاترین (آغاز از ۲۹ مه ۲۰۱۶)

یونان
- هراکلیون - فرودگاه بین‌المللی هراکلین
- جزیره کس - فرودگاه بین‌المللی جزیره کوس
- رودس - فرودگاه بین‌المللی رود

کوزوو
- پریشتینا - فرودگاه بین‌المللی پریشتینا (اجرا توسط Air Prishtina)

لبنان
- بیروت - فرودگاه بین‌المللی رفیق حریری بیروت (آغاز از ۱ مه ۲۰۱۶)

لیتوانی
- ویلنیوس - فرودگاه بین‌المللی ویلنیوس

مقدونیه
- اسکوپیه - فرودگاه اسکندر کبیر اسکوپیه (اجرا توسط Air Prishtina)

اسپانیا
- گران کاناریا - فرودگاه گرن کناریا
- پالما د مایورکا - فرودگاه پالما د مایورکا (آغاز از ۱۰ مارس ۲۰۱۶)[۳]

سوئیس
- برن - فرودگاه برن (آغاز از ۲۹ مه ۲۰۱۶)
- زوریخ - فرودگاه زوریخ قطب

ترکیه
- آنتالیا - فرودگاه آنتالیا